# Powiat d'Olesno
Pour les articles homonymes, voir Olesno (homonymie).
Le powiat d'Olesno (en polonais powiat oleski) est un powiat appartenant à la Voïvodie d'Opole dans le sud-ouest de la Pologne.

## Division administrative
Le powiat comprend 7 communes :
- 4 communes urbaines-rurales : Dobrodzień, Gorzów Śląski, Olesno et Praszka ;
- 3 communes rurales : Radłów, Rudniki et Zębowice.